# Steine von Castletimon
 Die Steine von Castletimon (ein Oghamstein und ein Menhir) liegen/stehen etwa 250 Meter voneinander entfernt im Townland Castletimon (irisch Cáisleán tSíomoin) bei Brittas Bay im County Wicklow in Irland. Die Steine sind Teil des Castletimon Heritage Trail.

## Oghamstein52.904567-6.071267
Der lokal auch als Giants Stone bekannte Oghamstein liegt in einer Nische am Straßenrand. Der Stein misst 1,5 auf 0,48 Meter und ist 0,25 Meter dick. Der auf zwischen 350 und 550 n. Chr. datierte Stein wurde im Jahr 1854 entdeckt und von J. C. Tuomey als Ogham identifiziert. Ferguson stellt fest, dass der Stein als bearbeiteter Grabsteins gedient haben könnte. Die Ogham-Inschrift lautet:
„NETACARI NETA CAGI“ – (ᚅᚓ)ᚈᚐᚉᚐᚏᚔᚅ(ᚓ)ᚈᚐᚉᚐ(ᚋ)ᚔ

## Menhir52.904217-6.06895
Der etwa zwei Meter hohe Menhir aus Konglomerat wurde erst 2013 bei Castletimon house entdeckt. Die Längsachse des 0,6 Meter breiten Steines ist Nordost-Südwest-orientiert. Das Informationsschild besagt, dass die Einheimischen glaubten, dass es ursprünglich ein Steinpaar gegeben habe (männlich und weiblich), der zweite Stein soll in einem Graben in der Nähe liegen. Es wird gesagt, dass Vieh zwischen das Steinpaar geführt worden sei, um es fruchtbar zu machen. Es gibt ähnliche Traditionen bei anderen Steinpaaren in Irland.
Südlich des Potter’s River liegt das Portal Tomb von Brittas.